# FOLFIRI
Das FOLFIRI-Regime ist ein Therapieschema zur adjuvanten Chemotherapie des kolorektalen Karzinoms mit den Wirkstoffen:
- FOL – Folinsäure (Leucovorin)
- F –   Fluoruracil (5-FU)
- IRI – Irinotecan.

## Therapieschemata
Es gibt viele Varianten dieser Behandlung (etwa mit wöchentlicher Gabe und entsprechend geringeren Dosierungen oder anderen Infusionsdauern und sich daraus ergebendem 1-, 2- oder 3-tägigem Behandlungsschema). Die Therapie ist prinzipiell eine ambulant durchzuführende Therapie, d. h. der Patient muss hierfür nicht stationär im Krankenhaus aufgenommen werden. Voraussetzung ist die vorherige Implantation eines Portkatheters, über den dann die 5-FU-Dauerinfusion mit Hilfe einer Elastomerpumpe erfolgen kann.
Die Therapie wird oft 14-täglich in zwölf Zyklen nach folgendem Schema je Zyklus durchgeführt:
| FOLFIRI       | FOLFIRI   | FOLFIRI        | FOLFIRI | FOLFIRI     |
| Wirkstoff     | Dosis     | Applikation    | Dauer   | Gabe an Tag |
| ------------- | --------- | -------------- | ------- | ----------- |
| Irinotecan    | 180 mg/m² | i. v. Infusion | 2 h     | 1           |
| Folinsäure    | 200 mg/m² | i. v. Infusion | 2 h     | 1 + 2       |
| 5-Fluoruracil | 400 mg/m² | i. v. Bolus    | 2 min   | 1 + 2       |
| 5-Fluoruracil | 600 mg/m² | i. v. Infusion | 22 h    | 1 + 2       |

(mg/m² = Menge/Körperoberfläche/Tag)
Eine andere Variante, die nicht zwei, sondern nur einen Therapietag alle 14 Tage erfordert, ist die folgende.
| FOLFIRI       | FOLFIRI    | FOLFIRI        | FOLFIRI | FOLFIRI     |
| Wirkstoff     | Dosis      | Applikation    | Dauer   | Gabe an Tag |
| ------------- | ---------- | -------------- | ------- | ----------- |
| Irinotecan    | 180 mg/m²  | i. v. Infusion | 2 h     | 1           |
| Folinsäure    | 400 mg/m²  | i. v. Infusion | 2 h     | 1           |
| 5-Fluoruracil | 400 mg/m²  | i. v. Bolus    | 2 min   | 1           |
| 5-Fluoruracil | 2400 mg/m² | i. v. Infusion | 46 h    | 1           |

(mg/m² = Menge/Körperoberfläche/Tag)

## Kombination mit Cetuximab
FOLFIRI wird gerne mit dem Antikörper Cetuximab kombiniert gegeben. Eine Cetuximab-Gabe ist nur sinnvoll, wenn das Colonkarzinom keine Mutationen in den Genen KRAS oder NRAS aufweist. Cetuximab wird üblicherweise wöchentlich i. v. verabreicht (Anfangsdosis 400 mg/m², alle späteren Gaben 250 mg/m²). Falls eine zweiwöchentliche Medikamentengabe angestrebt wird, ist es eine verbreitete Praxis, die Cetuximab-Dosis einfach zu verdoppeln (d. h. Anfangsdosis 800 mg/m², alle späteren zweiwöchentlichen Gaben 500 mg/m²).

## Supportive Therapie
Da es durch die Verabreichung zu Übelkeit kommen kann, sollte immer ein Antiemetikum aus der Gruppe der 5-HT3-Rezeptor-Inhibitoren gegeben werden. Zusätzlich soll Dexamethason (z. B. 8 mg) gegeben werden.
Zur Vorbeugung eines cholinergen Syndroms (Schwitzen, Schüttelfrost, Bauchschmerzen, Hypotonie …) nach Irinotecan-Gabe empfiehlt sich die subcutane Gabe von 0,25 mg Atropin 30 Minuten vor Infusionsbeginn.
Der Patient sollte außerdem eine Bedarfsmedikation aus Loperamid bei eventuell auftretenden Durchfällen haben.